# Bulbul barbat cua-roig
El bulbul barbat cua-roig (Criniger calurus) és una espècie d'ocell de la família dels picnonòtids (Pycnonotidae). Es troba a l'Àfrica occidental i central. Els seus hàbitats principals són els boscos tropicals i subtropicals de frondoses humits de les terres baixes i de l'estatge montà, així com la sabana seca. El seu estat de conservació es considera de risc mínim.